# シーラ・ヴィルナー
シーラ・ヴィルナー(ドイツ語: Shira Willner, 1993年1月22日 - )は、ドイツ出身の女性フィギュアスケート選手(女子シングル)。2010年ヨーロッパフィギュアスケート選手権ドイツ代表。

## 主な戦績
| 大会/年         | 2009-10 |
| --------------- | ------- |
| 欧州選手権      | 24      |
| ドイツ選手権    | 2       |
| NRW杯           | 7       |
| JGPクロアチア杯 | 7       |
| JGPブダペスト   | 7       |

### 詳細
| 2009-2010 シーズン    |                                                    |          |         |          |
| 開催日                | 大会名                                             | SP       | FS      | 結果     |
| 2010年1月22日 - 23日  | 2010年ヨーロッパフィギュアスケート選手権（タリン） | 24 38.10 | -       | 24       |
| 2009年12月18日 - 19日 | ドイツフィギュアスケート選手権（マンハイム）       | 3 45.82  | 2 88.47 | 2 134.29 |
| 2009年12月5日 - 6日   | 2009年NRW杯 シニアクラス（ドルトムント）           | 11 44.67 | 7 87.51 | 7 132.18 |
| 2009年10月8日 - 10日  | ISUジュニアグランプリ クロアチア杯（ザグレブ）     | 14 39.3  | 6 77.19 | 7 116.49 |
| 2009年8月27日 - 28日  | ISUジュニアグランプリ ブダペスト（ブダペスト）     | 8 41.86  | 5 75.21 | 7 117.07 |